# Choudeshwarhal, Shorapur
Choudeshwarhal là một làng thuộc tehsil Shorapur, huyện Gulbarga, bang Karnataka, Ấn Độ.